# Triclema lucretia
Triclema lucretia är en fjärilsart som beskrevs av Grose-smith och Kirby 1894. Triclema lucretia ingår i släktet Triclema och familjen juvelvingar. Inga underarter finns listade i Catalogue of Life.